# Barrio La Avanzada
La Avanzada es un barrio ubicado en la comuna 1 Popular del distrito de Medellín. Su extensión total es de 0.203 km². Para el año 2015 contaba con una población estimada de 4 334 habitantes, lo que significa que la densidad de población era de 21,32 hab./km². Limita al norte con el barrio Santo Domingo Savio n.º 2; al este con el corregimiento de Santa Elena; por el sur con los barrios Carpinelo y La Esperanza n.º 2 y al oeste con el barrio Santo Domingo Savio n.º 1.
Este barrio se originó en la década de 1980 como resultado de poblamientos informales en terrenos con pendientes superiores al 50 %, un factor que ha condicionado su desarrollo urbanístico y social.

## Historia
El barrio surgió como respuesta a la presión demográfica derivada de desplazamientos forzados y crisis económicas en áreas rurales de Colombia. La ocupación inicial se llevó a cabo mediante invasiones y loteos informales. Las primeras viviendas se construyeron con materiales precarios como madera, bahareque y zinc.
A lo largo de las décadas, los habitantes han llevado a cabo procesos de autogestión para mejorar las condiciones del barrio, incluyendo la apertura de caminos y la instalación de redes de acueducto improvisadas.

## Demografía
Según datos de 2015, La Avanzada cuenta con una población de 4334 habitantes, compuesta por un 51 % de mujeres y un 49 % de hombres. La edad mediana es de 26,6 años, con una densidad poblacional de 21 323 habitantes por kilómetro cuadrado.

## Infraestructura
El barrio enfrenta importantes desafíos en términos de infraestructura:
- Topografía desafiante: se encuentra en terrenos con pendientes superiores al 50 %, lo que dificulta la movilidad y el desarrollo urbano planificado.
- Falta de servicios básicos: el 26 % de las viviendas no tiene acceso a servicios sanitarios adecuados, y un 13 % no está conectado al sistema de alcantarillado.[4]
- Gestión de residuos: numerosas viviendas carecen de servicio formal de recolección de basura, lo que lleva a la quema y entierro de residuos.[5]

## Equipamientos destacados
- Institución Educativa La Avanzada: ofrece formación integral desde preescolar hasta media, promoviendo valores como la tolerancia y la solidaridad.[6]
- CAI Periférico La Avanzada: construido en 2011 por la Empresa de Desarrollo Urbano (EDU), mejora la seguridad en la zona.[7]
- Unidad de Vida Articulada (UVA) Nuevo Amanecer: inaugurada en 2015, transformó un tanque de agua en un espacio recreativo y cultural que beneficia a más de 30 500 personas.[8]

## Problemáticas
El barrio enfrenta diversas problemáticas sociales y urbanísticas:
- Riesgo geológico: alta vulnerabilidad a deslizamientos debido a la inestabilidad del terreno.[9]
- Hacinamiento: algunas viviendas albergan hasta 15 personas en espacios reducidos.[9]
- Falta de espacios públicos: deficiencia en áreas recreativas, parques y zonas verdes.[9]

## Categorías
- Datos: Q131351457